# 안전지대 V
| 전문가 평가 | 전문가 평가 |
| 평가 점수   | 평가 점수   |
| 출처        | 점수        |
| ----------- | ----------- |
| CD 저널     | 긍정적      |

《안전지대 V》(일본어: 安全地帯V 안젠치타이화이부[*])는 일본의 록 밴드 안전지대의 다섯 번째 스튜디오 음반이다. 1986년 12월 14일에 유니버셜 뮤직에서 발매되었으며, 전작 《안전지대 IV》 이후 약 1년 만에 선보이는 작품이다. 작사는 마츠이 고로와 이노우에 요스이, 작곡은 타마키 코지, 타케자와 유타카, 제작은 호시 카츠와 카네코 쇼헤이가 맡았다. 1986년 8월부터 11월까지 일본의 KRS 스튜디오와 키티 이즈 스튜디오, 로스앤젤레스의 오션 웨이 레코딩에서 진행되었으며, 밴드 최초의 해외 음반이 되었다.
이 음반은 오리콘 앨범 차트에서 가장 높은 1위 음반을 수상했을 뿐만 아니라, 1987년 회계연도에도 7위를 차지했다.

## 배경
전작 《안전지대 IV》 (1985년) 발매를 전후해 싱글 〈슬픔이여 안녕〉 (1985년)의 성공으로 더 베스트텐 (1978년~1989년), 더 톱텐 (1981년~1986년) 등 TV 프로그램이 급격히 증가했다. 또한 NHK 종합 음악 프로그램 《제36회 NHK 홍백가합전》 (1985년)에 첫 출연했으며, 후지TV 음악 프로그램 《FNS 가요제》 (1974년~현재)에서 2년 연속 사상 최초이자 유일한 최우수 노래상을 수상하기도 했다.
당시 타마키 코지의 삶은 급격히 변해 있었고, 유명세를 타면서 공공 도로를 걸을 수 없었고 퇴근 후에도 방에 갇혀 지냈다. 타마키는 이 일로 인해 비좁게 느껴졌지만 사생활에서는 종종 손아귀를 잃었고, 1985년 2월에는 배우 이시하라 마리코와의 불륜이 보도되기도 했다. 타마키와 이시하라는 1983년 여름경 불륜을 저지르고 함께 살기 시작했지만 보도 이후 구마모토에서 자살을 시도했지만 실패했다. 그 후 타마키는 이시하라에게 가정폭력을 시작했고, 가정폭력이 심해지면서 이시하라는 요추뼈가 부러져 1986년 2월, 병원에 입원했다. 또한 타마키는 데뷔 전부터 동행하여 1983년 5월, 호적에 등재된 평범한 여성의 아내와 이혼했다. 그 후 타마키와 이시하라의 관계는 공개석상에서 이시하라에게 폭력을 행사한 후 9월에 파탄이 났다.
같은 해, 작사를 담당하고 있는 마츠이 고로 원안에 의한 타마키 주연의 영화 《프러시안 블루의 초상》의 제작이 개시되었다. 타마키는 싱글 〈와인 레드의 마음〉 (1983년)이 대히트한 것으로 들떠 있었다고 후년 말하고 있고, 또 음악 만들기를 위해서 굳이 배우로서도 활동하게 되었다고 말하고 있다. 이것에 의해 타마키는 뮤지션이 아닌 연예인으로서의 활동이 증가해 갔고, 회식하는 상대도 나가사키 슌이치 등의 영화감독이나 텔레비전 드라마 스탭이 중심이 되고 있어, 이 상황에 관해서 타마키는 사실은 연극이 하고 싶었던 것이 아니라, "어쩐지, 그럼 할까"라고 하는 감각으로 의뢰를 맡고 있었다고 한다. 영화는 같은 해 7월 26일부터 전국 로드쇼에서 공개됐으며 이 영화의 주제가가 된 〈프러시안 블루의 초상〉은 오리콘 차트에서 최고위 2위를 차지했고 매상수는 23.8만장으로 히트곡이 됐다.

## 녹음
이 음반의 녹음은 1986년 8월부터 11월까지 일본의 KRS 스튜디오와 키티 이즈 스튜디오, 로스앤젤레스의 오션 웨이 레코딩에서 이루어졌다. 이 프로듀서는 이전 작품에 이어 호시 카츠, 카네코 쇼헤이 등 안전지대의 활동을 한 것으로 알려져 있다.
당시의 안전지대는 매우 바쁘고, 기타의 야하기 와타루에 의하면 2일간 정도 자지 않고 녹음 작업이나 텔레비전 출연을 해내고 있던 적도 있다고 한다. 배우 경력도 시작한 타마키는 더욱 바쁠 뿐이었지만, 본 작품을 3장 세트로 하겠다고 제안한 것은 타마키 자신이었다. 3장 세트로 한 이유는 당시 2장 세트 LP는 많이 존재했지만 3장 세트는 드물었던 것, 3장 LP를 나열하는 것이 "멋있다고 생각했다"라고 타마키가 생각한 것으로부터 결정되었다.

## 차트 성적
오리콘 앨범 차트에서는 LP 버전이 1위를 차지했고, 15회 출연에 21만 3,000장, CT 버전이 1위, 16회 출연에 12만 8,000장, CD 버전이 16회 출연에 2위, 16회 출연에 12만 4,000장이 판매되었다. 또한 1987년에는 오리콘 차트에서 7위를 차지했다. 2017년에 발매된 페이퍼 재킷 버전은 차트에서 254위를 차지했으며 매주 한 번씩 등장했다. 2022년 ITmedia가 실시한 안전지대 음반 인기 순위에서 4위를 차지했다.

## 곡 목록
작사는 모두 특별한 언급이 없는 한 마츠이 고로가 맡았고, 작곡은 모두 특별한 언급이 없는 한 타마키 코지가 맡았다.
| #   | 제목                                           | 재생 시간 |
| --- | ---------------------------------------------- | --------- |
| 1.  | 〈먼 곳으로 (遠くへ)〉                         | 3:43      |
| 2.  | 〈Miss Miss Kiss〉                             | 2:33      |
| 3.  | 〈파티 (パーティー)〉                          | 2:38      |
| 4.  | 〈둘이서 춤추자 (ふたりで踊ろう)〉             | 2:08      |
| 5.  | 〈실루엣 (シルエット)〉                        | 1:49      |
| 6.  | 〈Friend〉                                     | 4:01      |
| 7.  | 〈Friend (reprise)〉                           | 0:57      |
| 8.  | 〈치기루나이트 (チギルナイト)〉                | 2:32      |
| 9.  | 〈부서질 수밖에 없다 (こわれるしかない)〉      | 3:04      |
| 10. | 〈이상한 밤 (不思議な夜)〉                     | 2:42      |
| 11. | 〈약속 (約束)〉                                | 3:33      |
| 12. | 〈추억에 휩싸여 (想い出につつまれて)〉         | 2:34      |
| 13. | 〈기억의 숲 (記憶の森)〉                       | 2:37      |
| 14. | 〈어때요 (どーだい)〉                          | 2:29      |
| 15. | 〈퍼레이드가 찾아온다 (パレードがやってくる)〉 | 2:22      |
| 16. | 〈바다와 소년 (海と少年)〉                     | 2:50      |
| 17. | 〈달의 물방울 (月の雫)〉                       | 2:34      |
| 18. | 〈난반사 (乱反射)〉                            | 3:53      |
| 19. | 〈미소 (ほゝえみ)〉                            | 3:39      |

| #   | 제목                                              | 작사            | 작곡            | 재생 시간 |
| --- | ------------------------------------------------- | --------------- | --------------- | --------- |
| 1.  | 〈오늘밤은 YES (今夜はYES)〉                      |                 |                 | 2:34      |
| 2.  | 〈그때…… (あのとき……)〉                           |                 |                 | 3:48      |
| 3.  | 〈길모퉁이 (まちかど)〉                           |                 |                 | 3:55      |
| 4.  | 〈좋아함 (好きさ)〉                               |                 |                 | 2:49      |
| 5.  | 〈소리가 안 난다 (声にならない)〉                 |                 |                 | 2:12      |
| 6.  | 〈해질녘 (Instrumental) (夕暮れ (Instrumental))〉 |                 | 타케자와 유타카 | 3:19      |
| 7.  | 〈은빛 권총 (銀色のピストル)〉                    |                 |                 | 3:44      |
| 8.  | 〈눈물을 멈춘채로 (涙をとめたまま)〉              |                 |                 | 2:59      |
| 9.  | 〈오늘밤 둘이서 (今夜ふたりで)〉                  |                 |                 | 3:14      |
| 10. | 〈지금 당장 사랑 (いますぐに恋)〉                 |                 |                 | 3:21      |
| 11. | 〈저 Music에서 (あのMusicから)〉                  |                 |                 | 3:32      |
| 12. | 〈J의 블루스 (Jのブルース)〉                      |                 |                 | 2:47      |
| 13. | 〈여름의 끝 하모니 (夏の終りのハーモニー)〉       | 이노우에 요스이 |                 | 3:21      |
| 14. | 〈천사의 하품 (天使のあくび)〉                    |                 |                 | 2:09      |
| 15. | 〈타들어갈 때까지 (燃えつきるまで)〉              |                 |                 | 4:31      |
| 16. | 〈꿈이 되어라 (夢になれ)〉                        |                 |                 | 3:47      |
| 17. | 〈To me〉                                         |                 |                 | 3:44      |